# 田中等志
田中 等志（たなか ひとし、1980年6月6日 - ）は、東京都出身のサッカー指導者。

## 来歴
選手時代に怪我に苦しんだ経験から、指導者を目指し筑波大学大学院でフィジカルの基礎を学んだ。
10年来のサポーターでもあったFC東京の普及部でプロの指導者としてのキャリアをスタートさせ、水戸ホーリーホック、ガイナーレ鳥取でコーチを歴任。2012年からは、栃木SCでフィジカルコーチを2年間務めた。2014年、大分トリニータのフィジカルコーチに就任。同年6月に土斐﨑浩一が大分のフィジカルコーチに就任した事に伴い、アシスタントコーチとなった。
2015年、AC長野パルセイロのフィジカルコーチに就任。
2018年、栃木SCのフィジカルコーチに就任。
2019年、FC町田ゼルビアのフィジカルコーチに就任。
2020年、AC長野パルセイロのフィジカルコーチに5年ぶりに再任。
2022年、FC琉球のフィジカルコーチに就任。

## 所属クラブ・学歴
- 東京都立駒場高等学校
- 立教大学
- 筑波大学大学院

## 指導歴
- 2002年 埼玉サッカークラブ フィジカルコーチ
- 2003年 - 2004年 筑波大学蹴球部 フィジカルコーチ
- 2005年 - 2006年 立教大学サッカー部 ヘッドコーチ
- 2005年 - 2007年 FC東京普及部 コーチ
- 2008年 - 2010年 水戸ホーリーホック強化部 コーチ
- 2011年 ガイナーレ鳥取 フィジカルコーチ
- 2012年 - 2013年 栃木SC フィジカルコーチ
- 2014年 大分トリニータ
  - 2014年1月 - 6月 フィジカルコーチ
  - 2014年6月 - 12月 アシスタントコーチ
- 2015年 AC長野パルセイロ フィジカルコーチ
- 2016年 - 2017年 セレッソ大阪 フィジカルコーチ
- 2018年 栃木SC フィジカルコーチ
- 2019年 FC町田ゼルビア フィジカルコーチ
- 2020年 - 2021年 AC長野パルセイロ フィジカルコーチ
- 2022年 FC琉球 フィジカルコーチ